# Крепс, Владимир Михайлович
Владимир Михайлович (Моисеевич) Крепс (1903—1984) — русский советский писатель, сценарист. 

## Биография
Родился 10 (23) января 1903 года в Одессе, в семье доктора химии Моисея Лазаревича Крепса (1866—1942), в это время казённого раввина Одессы, и Марии Крепс. Вырос в Херсоне, где его отец, уроженец Керчи, с 1897 до 1917 года (с перерывом в 1902—1903 годах) был казённым раввином Херсона и еврейских земледельческих колоний Херсонской губернии. 
Участник гражданской войны. Был красноармейцем, инструктором Херсонского губвоенкома, инструктором политотдела соединения, инспектором политуправления Балтфлота. Участвовал в боях на Южном фронте, в подавлении Кронштадтского мятежа. С июля 1922 — преподаватель, начальник кафедры Военно-морского политического училища им. Рошаля. В 1926 уволен с флота по состоянию здоровья. Член ВКП(б) с 1927 года.
Окончил факультет общественных наук Ленинградского университета (1924), аспирантуру при Научно-исследовательском институте сравнительной истории языков и литературы Запада и Востока (1926). Работал главным редактором киностудии «Межрабпомфильм» (1935—1936), редактором киностудии «Союздетфильм». Автор сценариев игровых, документальных и научно-популярных фильмов.
В 1937 году был арестован, через год освобождён.
С июля 1941 года — специальный военный корреспондент кинохроники ТАСС, с августа 1944 года — военный корреспондент киногруппы в составе 9-й гвардейской истребительной авиадивизии.
Совместно с К. Б. Минцем был автором сценариев одной из самых популярных детских радиопередач — «Клуб знаменитых капитанов», выходившей в эфир с декабря 1945 года до начала 1980-х годов. Также в соавторстве с К. Минцем написал несколько книг для детей, в том числе по мотивам радиопередачи «Клуб знаменитых капитанов». Член Союза писателей (1950).
Был женат на Богатырёвой Людмиле Александровне (1912—1993).
Умер в 1984 году. Урна с прахом захоронена в колумбарии Донского кладбища.

## Премии
- Орден Трудового Красного Знамени (1973)
- Сталинская премия второй степени (1950) — за сценарий фильма «Райнис» (1949)
- Почётная грамота ЦК ВЛКСМ (1966)
- Знак «Отличник Министерства культуры СССР»

## Фильмография
Художественные фильмы
- 1938 — Поезд идёт в Москву (совместно с А. А. Гендельштейном)
- 1939 — Воздушная почта (совместно с А. А. Гендельштейном)
- 1943 — Дорога к звёздам
- 1949 — Райнис (совместно с Ф. Я. Рокпелнисом)
- 1955 — Море студёное (совместно с К. С. Бадигиным); Крушение эмирата
- 1959 — Лавина с гор (совместно с А. П. Кешоковым)
- 1965 — Спящий лев

Документальные и научно-популярные фильмы
- 1945 — Александр Покрышкин
- 1948 — В гостях у старейших
- 1949 — Долина солнца; Лазурный берег
- 1958 — Под небом древних пустынь
- 1961 — Великий дар природы
- 1963 — Борис Щукин

## Книги
(все — в соавторстве с К. Б. Минцем)
- По следам затонувшей шхуны.
- Тайна покинутого корабля.
- Свистать всех наверх! Клуб знаменитых капитанов. Тетрадь первая, 1963.
- Сокровища капитана Ермакова. Фантастическая история для детей. Тетрадь вторая, 1964.
- Клуб знаменитых капитанов. Фантастическая история, записанная гусиным пером в клеёнчатых тетрадях, с приложением частной переписки одного городского воробья с конструктором планетоходов серии ВВН, 1974.
- Клуб знаменитых капитанов. Фантастическая история, записанная гусиным пером в клеенчатых тетрадях, с приложением вахтенных журналов одного городского воробья и конструктора планетоходов серии ВВН. Книга вторая, 1977.
- На волне знаменитых капитанов, 1974.
- Счастливого плавания, Знаменитые Капитаны!, 1980.
- Путешествие становится опасным, 1989.